# Сюзън Форуърд
Д-р Сюзън Форуърд (на английски: Susan Forward) е известен американски психотерапевт и писателка на бестселъри в жанра книги за самопомощ и приложна психология. Популяризира термини като емоционалното изнудване.

## Биография
Сюзън Форуърд, с рождено име Сондра Дорн, е родена на 14 май 1938 г. в Ню Йорк, САЩ. Баща ѝ е търговец на уреди. Има сестра. Когато е на 13 години семейството ѝ се премества от Бронкс, Ню Йорк в Лос Анджелис. Когато влиза в пубертета баща ѝ прави опити да блудства с нея, което оказва влияние върху бъдещия ѝ живот.
Завършва театрално изкуство в Университета на Калифорния в Лос Анджелис. След дипломирането си работи в телевизията и местния театър.
На 23 години се омъжва за музикант. Имат две деца. След като те поотрастват тя не приема да бъде домакиня и отново се връща в театъра. Бракът и се разпада поради изблици на агресивност от страна на съпруга ѝ. След 4 години тя се омъжва за Уолтър Форуърд. Вторият ѝ брак също се проваля и тя се развежда през 1979 г.

## Творчество
През 1965 г. разочарована от работата си постъпва като доброволец в престижния Невропсихиатричен институт на катедрата по психиатрия в Медицинския център на университета. Там проявява добри способности да контактува с пациентите и е предложено да работи като парамедик. Тя взема решение да се посвети на медицината и постъпва в университета на Южна Калифорния, който завършва с магистърска степен, а по-късно получава лиценз като сертифициран клиничен социален работник. По-късно взема и докторат по психология от колежа „Кенсингтън“ в Санта Ана.
През 1980 г. основа Център за психотерапия в район Енчино, Лос Анджелис, а по-късно и друг в Тъстин, които работят с пациенти жертва на сексуален тормоз и сексуално насилие. Освен работата по частната си практика, тя е консултант и инструктор в много психиатрични и болнични заведения в Южна Калифорния. Става водещ авторитет в областта на семейните и лични проблеми.
През 1978 г. е издадена първата ѝ книга, съвместна с Крейг Бък, „Betrayal of Innocence“, по темата за кръвосмешението. Книгата я утвърждава като един от видните екперти по проблемите на злоупотребата с деца. Става квалифицирано вещо лице по множество наказателни и граждански процеси в страната.
През 1986 г. е публикувана книгата ѝ, съвместна с Джоан Торес, „Мъжете, които мразят жени, и жените, които ги обичат“. Тя става явление и бестселър №1, като остава в продължение на 28 седмици в списъците на бестселърите на „Ню Йорк Таймс“. Получените хонорари я правят финансово независима и тя се насочва и към писателската си кариера.
В следващите години издава в съавторство още няколко бестселъра – „Отровните родители“, „Емоционалното изнудване“ и „Отровните роднини“.
Имала е собствено предаване по националната радиопрограма в ABC Talk Radio.
Сюзън Форуърд живее в каньона „Бенедикт“ в Лос Анджелис.

## Произведения
- Betrayal of Innocence: Incest and Its Devastation (1978) – с Крейг Бък
- Men Who Hate Women and the Women Who Love Them: When Loving Hurts and You Don't Know Why (1986) – с Джоан Торес
Мъжете, които мразят жени, и жените, които ги обичат: Трябва ли да страдаме, когато обичаме?, изд. „Сиела“, София (2001), прев. Александър Стоименов
- Toxic Parents: Overcoming Their Hurtful Legacy and Reclaiming Your Life (1989) – с Крейг Бък
Отровните родители, изд.: ИК „Бард“, София (2002), прев. Росица Панайотова
- Obsessive Love: When It Hurts Too Much to Let Go (1991) – с Крейг Бък
- Money Demons: Keep Them from Sabotaging Your Life (1994) – с Крейг Бък
- Emotional Blackmail: When the People in Your Life Use Fear, Obligation, and Guilt to Manipulate You (1997) – с Дона Фрейзиър 
Емоционалното изнудване: [когато другите хора използват страха, дълга и вината, за да ви манипулират], изд. „Сиела“, София (2010), прев. Людмила Андреева
- When Your Lover Is a Liar: Healing the Wounds of Deception and Betrayal (1999) – с Дона Фрейзиър
- Toxic In-Laws: Loving Strategies for Protecting Your Marriage (2001) – с Дона Фрейзиър
Отровните роднини: Как да опазим брака си, изд. „Сиела“, София (2003), прев. Красимира Икономова
- Mothers Who Can't Love: A Healing Guide for Daughters (2013) – с Дона Фрейзиър